# Willem Johan Lucas Grobbée

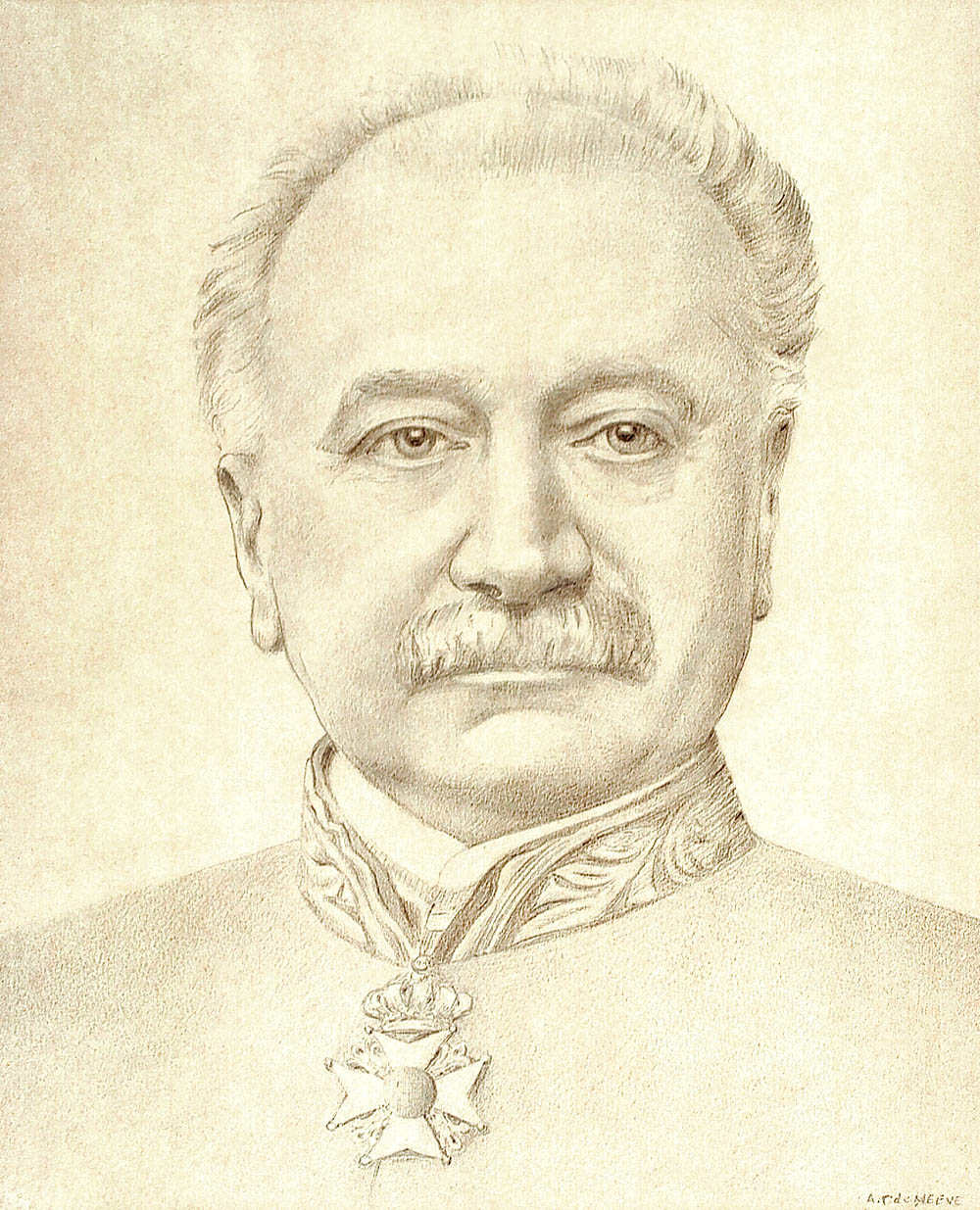

Willem Johan Lucas Grobbée (Zwolle, 9 april 1822 - Den Haag, 6 april 1907) was minister van Financiën in het kabinet-Heemskerk Azn. Daarvoor was hij inspecteur der directe belastingen. Grobbée was de veertiende kandidaat voor die post en bleek ongeschikt voor het ministerschap. Hij trad na twee jaar af toen de Tweede Kamer zijn voorstellen voor verbetering van de financiën, waarin voor het eerst een inkomstenbelasting (de klassenbelasting) werd voorgesteld, had afgewezen.